# Miłosne życie Budimira Trajkovicia
Miłosne życie Budimira Trajkovicia (tytuł oryginalny Ljubavni život Budimira Trajkovića / Љубавни живот Будимира Трајковића) – jugosłowiański film komediowy z 1977 roku w reżyserii Dejana Karaklajicia.

## Obsada
- Predrag Bolpačić jako Budimir
- Ljubiša Samardžić jako Vojislav Voja Trajković
- Milena Dravić jako Lepa Trajković
- Milivoje Tomić jako dziadek Trajković
- Andreja Maričić jako Zvonko Mihajlović
- Marina Nemet jako Mirjana
- Cvijeta Mesić jako Vukica
- Dobrila Stojnić jako Bosiljka
- Neda Arnerić jako dziewczyna bez noclegu
- Velimir Bata Živojinović jako kierowca Milorad
- Slobodan Aligrudić jako dyrektor
- Branko Cvejić jako profesor muzyki
- Sonja Savić jako znajoma z dyskoteki
- Ljubo Škiljević jako bramkarz